# أوديسي سيمز
أوديسي سيمز (بالإنجليزية: Odyssey Sims) مواليد 13 يوليو 1992 في إيرفينغ، هي لاعبة كرة سلة أمريكية. بدأت مسيرتها الاحترافية في سنة 2014. تم اختيارها من قبل فريق تلسا شوك خلال الدرافت. تلعب مع لوس أنجلوس سباركس في دوري الاتحاد الوطني لكرة السلة النسائية كلاعب هجوم خلفي. يبلغ طولها 5 قدم 8 بوصة (1.7 م). حققت المركز الأول في كأس العالم لكرة السلة للسيدات 2014.

## المسيرة الاحترافية
لعبت مع دالاس وينغز من سنة 2014 إلى 2016، ثم لعبت مع نادي بوتاش الرياضي في سنة 2016، ثم لعبت مع لوس أنجلوس سباركس في سنة 2017.

## الميداليات
| الميدالية | المسابقة                           |
| --------- | ---------------------------------- |
| ذهبية     | كأس العالم لكرة السلة للسيدات 2014 |

## روابط خارجية
- أوديسي سيمز على موقع الاتحاد الدولي لكرة السلة (الإنجليزية)
- أوديسي سيمز على موقع الاتحاد الوطني لكرة السلة النسائية (الإنجليزية)
- أوديسي سيمز على موقع كرة السلة الأوروبية.كوم (الإنجليزية)
- أوديسي سيمز على موقع كلية كرة السلة في سبورتس رفرنس.كوم (الإنجليزية)
- أوديسي سيمز على موقع بروبوليرز (الإنجليزية)
- أوديسي سيمز على موقع سبورتس رفرنس (الإنجليزية)